# Marc Niessen
Marc Niessen (Aken, 25 november 1981) is een Belgisch politicus voor Ecolo.

## Levensloop
Beroepshalve werd Niessen beleidsmedewerker. Daarnaast was hij van 2009 tot 2013 politiek animator van de Duitstalige Ecolo-afdeling en daarna vanaf 2010 parlementair medewerker en fractiesecretaris van de Ecolo-fractie in het Parlement van de Duitstalige Gemeenschap.
Hij zette zijn eerste politieke stappen als voorzitter van de jeugdadviesraad van Raeren, een mandaat dat hij van 2008 tot 2009 uitoefende. Ook was hij van 2008 tot 2011 bestuurslid van de Raad van de Duitstalige Jeugd.
Van 2014 tot 2017 was Niessen eveneens plaatsvervangend lid van de raad van bestuur van de Duitstalige openbare omroep BRF en sinds 2014 hij lid van de Euregio-raad. Ook was hij van 2018 tot 2019 gemeenteraadslid van Raeren.
In januari 2017 werd Niessen in opvolging van de ontslagnemende Franziska Franzen lid van het Parlement van de Duitstalige Gemeenschap. Hij bleef dit tot in mei 2019 en was toen geen kandidaat meer.
Begin juni 2019 werd hij adjunct-secretaris van de Luikse afdeling van de christelijke vakbond CSC.